# گورستان قدیمی قبله بلاغی
قبرستان قدیمی قبله بلاغی مربوط به هزاره اول قبل از میلاد است و در شهرستان میانه، بخش کندوان، دهستان گرمه شمالی، ۱ کیلومتری شمال روستای قره قیه واقع شده و این اثر در تاریخ ۲۷ اسفند ۱۳۸۶ با شمارهٔ ثبت ۲۲۲۷۴ به‌عنوان یکی از آثار ملی ایران به ثبت رسیده است.